# Мухарка бура
Мухарка бура (Melaenornis infuscatus) — вид горобцеподібних птахів родини мухоловкових (Muscicapidae). Мешкає в Південній Африці.

## Опис
Довжина птаха становить 12 см. Птах має світле, рудувато-коричневе забарвлення. Гузка світліша, на крилах великі світлі махові пера. Молоді птахи смугасті.

## Систематика
Раніше птаха відносили до роду Бура мухарка (Bradornis), однак за результатами молекулярно-генетичного дослідження, опублікованого в 2010 році, вид був переведений до роду Мухарка (Melaenornis).

## Підвиди
Виділяють п'ять підвидів:
- M. i. benguellensis (de Sousa, JA, 1886) — південна Ангола і північно-західна Намібія;
- M. i. namaquensis (Macdonald, 1957) —Намібія (крім північного і південного заходу) і крайній захід Ботсвани;
- M. i. placidus (Clancey, 1958) — Ботсвана (крім заходу) і північ ПАР;
- M. i. seimundi (Ogilvie-Grant, 1913) — південь центрального ПАР;
- M. i. infuscatus (Smith, A, 1839) — південний захід Намібії і захід ПАР.

## Поширення і екологія
Бурі мухарки мешкають в Анголі, Намібії, Ботсвані і Південно-Африканській Республіці. Вони живуть в сухій савані і чагарникових заростях.

## Поведінка
Бурі мухарки харчуються комахами та іншими безхребетними, а також деякими хребетними, зокрема сліпунами. Розмножуються протягом всього року, однак найактивніше у вересні-березні. В кладці 2-3 яйця. Інкубаційний період триває 2 тижні. Пташенята покидають гніздо на 11-14 день.